# Michel Verne
Michel Jean Pierre Verne (w formie spolszczonej Michał Jan Piotr Verne, ur. 4 sierpnia 1861 w Paryżu, zm. 5 marca 1925 w Tulonie) – pisarz francuski, syn Jules’a Verne’a, bratanek Paula Verne’a.

## Życiorys

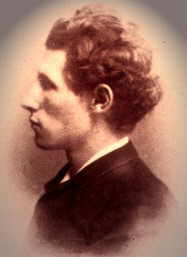
Michel Verne w młodości.

Michel Verne był jedynym synem Jules’a Verne’a i jego żony Honorine du Fraysne de Viane, wdowy po Auguste Hébé-Morelu, z którym miała dwie córki – Valentine i Suzanne. Obydwie siostry przyrodnie były od niego starsze.
Ze względu na swój buntowniczy charakter w 1876 roku Michel Verne został wysłany przez swego ojca do kolonii karnej w Mettray (niedaleko Tours) na sześć miesięcy. Wziął również udział w rejsie dalekomorskim na żaglowcu w celu poprawy zachowania. W wieku 19 lat wywołał skandal uciekając, wbrew woli ojca, z aktorką teatru w Amiens – Thérèse Dugazon, którą później poślubił. Ze związku przyszło na świat dwoje dzieci, jednak niedługo potem Michel Verne opuścił młodą żonę dla Jeanne Reboul – szesnastoletniej pianistki, z którą spłodził dwoje dzieci, nim jeszcze sfinalizował proces rozwodowy. Burzliwe stosunki rodzinne powodowały napięcia pomiędzy Michelem Verne’em a jego ojcem. Jednakże w roku śmierci Jules’a Verne’a, tj. w 1905, ich stosunki polepszyły się do tego stopnia, że wspólnie pracowali nad niektórymi artykułami.

## Kontrowersje dotyczące autorstwa ostatnich prac jego ojca, Jules’a Verne’a
Michel Verne w swoim pisarstwie zajmował się podobną tematyką do tej, w której specjalizował się jego ojciec. Senior uważał juniora za dobrego pisarza. Twórczość Michela uległa silnym wpływom twórczości ojca, była na nią stylizowana i jest znana głównie z powodu kontrowersji, jakie wynikły w związku z podejrzeniami co do rzeczywistego autorstwa ostatnich prac wydawanych przez niego pod nazwiskiem ojca.
Po śmierci ojca, w ciągu około 10 lat, wydawał on stopniowo jego ostatnie rękopisy. Według znawców tematu znaczna ich część była przez niego osobiście przerabiana, uzupełniana i poszerzana, a autorstwo powieści takich jak Latarnia na Końcu Świata i Wulkan złota przypisywane jest obecnie raczej jemu niż jego ojcu.

## Publikacje
- La Destinée de Jean Morénas
- L’Éternel Adam (krótkie opowiadanie)
- Un Express de l’avenir, opublikowany w 1888 (krótkie opowiadanie)
- La Journée d’un journaliste américain en 2889, opublikowany w 1891 w Moniteur de la Somme (dziennik Amiens)
- L’Agence Thompson and Co (powieść z 1907)
- Les Naufragés du «Jonathan» (opublikowana w dwóch częściach w angielskiej wersji: Masterless Man i Unwilling Dictator); polskie wydanie Rozbitki z 1911 w tłumaczeniu Stefana Gębarskiego
- L’Étonnante Aventure de la mission Barsac, od rozdziału szóstego
- Les trois nouvelles, La destinée de Jean Morénas, La journée d’un journaliste américain en l’an 2889, L’éternel Adam zostały również opublikowane w zbiorku opowiadań pod tytułem Hier et Demain